# Clambus tropicus
Clambus tropicus is een keversoort uit de familie oprolkogeltjes (Clambidae). De wetenschappelijke naam van de soort werd in 1903 gepubliceerd door Thomas Blackburn.